# Alexander Jewgenjewitsch Tschudakow
Alexander Jewgenjewitsch Tschudakow (russisch: Александр Евгеньевич Чудаков, wiss. Transliteration: Aleksandr Evgenʹevič Čudakov, englische Transkription: Aleksandr Evgen'evich Chudakov, * 16. Juni 1921 in Moskau; † 25. Januar 2001) war ein russischer Physiker, der experimentell auf dem Gebiet der Kosmischen Strahlung arbeitete.

## Leben und Wirken
Tschudakow wurde als Sohn des Ingenieurs und Wissenschaftlers Jewgeni Alexejewitsch Tschudakow (1890–1953) geboren. Nach dem Abschluss der Schule studierte er ab 1939 Physik an der Lomonossow-Universität in Moskau. Durch den Zweiten Weltkrieg unterbrochen, konnte er sein Studium erst 1948 abschließen. Bereits ab 1946 arbeitete er am Lebedew-Institut der Sowjetischen Akademie der Wissenschaften, genauer in der Gruppe, die sich mit der Messung kosmischer Strahlung beschäftigte. Von 1947 bis 1951 maß er in einer Reihe von Raketenexperimenten die Intensität der kosmischen Strahlung oberhalb der Erdatmosphäre. Mit einer Arbeit über die Auswertung dieser Versuche wurde er 1953 zum Kandidaten der Wissenschaften promoviert. 1949 verstand er, dass die gegenseitige Abschirmung der Felder eines Elektrons und eines Positrons zu verminderter Ionisation eines hochenergetischen Elektron-Positron-Paars führt. Dieses Phänomen wird heute Tschudakow-Effekt (oder King-Perkins-Tschudakow-Effekt) genannt. Es tritt auch in der Quantenchromodynamik auf, wenn die Farbladung zweier naher Quarks oder Gluonen abgeschirmt wird, und wird dort als „Farbtransparenz“ (color transparency) bezeichnet.
Ab 1953 untersuchte Tschudakow die Tscherenkow-Strahlung von Luftschauern. Bei der Vorbereitung dieses Versuchs wies er erstmals die 1945 von Witali Ginsburg und Ilja Frank vorhergesagte Übergangsstrahlung experimentell nach. Von 1957 bis 1960 entwickelte Tschudakow das erste Wasserkalorimeter zum Nachweis von Tscherenkow-Strahlung. Es enthielt 100 Tonnen Wasser und kann als Vorläufer moderner Tscherenkowwasserdetektoren wie Super-Kamiokande angesehen werden. 1961 schlugen Tschudakow und Georgi Sazepin vor, Tscherenkow-Strahlung atmosphärischer Schauer zur Suche von Quellen hochenergetischer Gammastrahlung (rund 1 TeV) zu nutzen, und begründeten so die Gammaastronomie mit. Tschudakow entwarf das erste Tscherenkow-Gammastrahlen-Teleskop, welches 1960 bis 1963 in Katsiveli auf der Halbinsel Krim lief, aber keine Gammastrahlungsquellen nachweisen konnte.
Nach dem Start des ersten Sputnik 1957 eröffnete sich eine neue Möglichkeit zur Untersuchung kosmischer Strahlung und Tschudakow kehrte zu diesem Forschungsgebiet zurück. Für eine Serie von Arbeiten zu diesem Gebiet erhielt er 1960 zusammen mit Sergei Nikolajewitsch Wernow den Leninpreis für „die Entdeckung und Untersuchung des äußeren Strahlungsgürtels um die Erde“ (bekannt als Van-Allen-Gürtel). Mit einer Arbeit zu diesem Thema wurde er 1959 zum „Doktor der physikalisch-mathematischen Wissenschaften“ (entspricht der deutschen Habilitation) promoviert. Ab 1963 arbeitete Tschudakow an der Vorbereitung zum unterirdischen Baksan-Neutrinoobservatorium, um kosmische Myonen und Neutrinos zu untersuchen. Dieses Szintillations-Teleskop ging 1978 in Betrieb und setzte obere Grenzen für Neutrinooszillationen, die lange Zeit die Besten weltweit blieben. Nach Anpassungen im Design suchte es nach dem hypothetischen Protonenzerfall und setzte auch dort eine neue Schranke von 1,25 · 1030 Jahren für neutrinolose Zerfallskanäle, die aber bald von anderen Gruppen verbessert wurde. Auch die Grenzen für die Suche nach superschweren magnetischen Monopolen und Neutrinos aus Neutralino-Annihilation wurden vom Baksan-Neutrinoobservatorium aufgestellt.
Tschudakow lieferte schon vor Eugene N. Parker auf Grundlage astrophysikalischer Argumente eine Abschätzung für die obere Grenze des Flusses magnetischer Monopole, sodass man das „Parker-Limit“ eigentlich „Tschudakow-Parker-Limit“ nennen müsste. Ab 1971 arbeitete Tschudakow für das Institut für Kernforschung der Sowjetischen Akademie der Wissenschaften, das aus dem Lebedew-Institut ausgegründet wurde. Er leitete das Experiment Kover, das ab 1974 Luftschauer untersuchte. Außerdem schlug er Mitte der 1960er Jahre als Erster den Baikalsee vor, um einen Unterwasser-Myonen-Detektor zu errichten. Aufbauend auf diese Idee wurde dort das Unterwasser-Neutrino-Teleskop NT-200 gebaut. Auch seine Idee, von Schnee reflektiertes Tscherenkowlicht von Luftschauer mit Flugzeugen zu vermessen, wurde nicht von ihm selbst verwirklicht.
Tschudakow war seit 1966 korrespondierendes und seit 1987 volles Mitglied der Sowjetischen Akademie der Wissenschaften und saß auch in deren Präsidium. Neben anderen staatlichen Auszeichnungen erhielt er den Leninpreis (1960), den Orden des Roten Banners der Arbeit (1981) und den Staatspreis der Russischen Föderation (1998). Er war Sekretär und später Vorsitzender der Kommission für Kosmische Strahlung der Internationalen Union für Reine und Angewandte Physik. Zwanzig Jahre lang leitete er den Wissenschaftsausschuss für Kosmische Strahlung der Russischen Akademie der Wissenschaften. Er lehrte ab den 1950er Jahren experimentelle Kernphysik an der Lomonossow-Universität in Moskau.
Tschudakow war verheiratet und hatte zwei Kinder.